# Marcillac-Lanville
 Marcillac-Lanville  es una población y comuna francesa, en la región de Poitou-Charentes, departamento de Charente, en el distrito de Angoulême y cantón de Rouillac.

## Demografía
| 640 | 564 | 576 | 551 | 534 | 565 |
| Para los censos de 1962 a 1999 la población legal corresponde a la población sin duplicidades (Fuente: INSEE [Consultar]) |     |     |     |     |     |